# Agapetus membrosus
Agapetus membrosus är en nattsländeart som beskrevs av Ross 1951. Agapetus membrosus ingår i släktet Agapetus och familjen stenhusnattsländor. Inga underarter finns listade i Catalogue of Life.